# Valborg Gustavi-Vidlund
Valborg Gustavi-Vidlund, folkbokförd Maria Valteria Valborg Vidlund, född Gustavi 22 juni 1911 i Linköpings församling i Östergötlands län, död 27 september 1991 i Örebro Olaus Petri församling, var en svensk målare.  
Gustavi-Vidlund studerade konst för Otte Sköld i Stockholm och senare för Harald Isenstein i Köpenhamn och Henrik Sørensen i Oslo. Hon hade ett flertal utställningar tillsammans med sin dåvarande make. Hon medverkade i Värmlands konstförenings utställning i Karlstad 1947. Hennes konstproduktion består av landskap, stilleben, interiörer och porträtt utförda som akvarell, pastell eller oljemålningar. 
Hon var dotter till stadsbokhållaren Walter Gerhard Gustavi och Maria Sofia Danielsson samt från 1948 gift med konstnären Lars Vidlund. Vid frånfället var hon skild sedan 1977.

## Fotnoter
1. 1 2 3 4 5  Sveriges dödbok 1830–2020, åttonde utgåvan, Sveriges Släktforskarförbund, november 2021, läst: 16 april 2022.[källa från Wikidata]
2. 1 2  Sveriges Dödbok 1901–2009, DVD-ROM, Version 5.00, Sveriges Släktforskarförbund (2010).